# Lijst van rijksmonumenten in Maastricht/Markt
Een overzicht van de 61 rijksmonumenten in de stad Maastricht gelegen aan of bij de Markt.
| Object | Oorspronkelijke functie? | Bouwjaar                          | Architect     | Locatie                          | Coördinaten?                 | Nr.?   | Afbeelding        |
| --- | ------------------------ | --------------------------------- | ------------- | -------------------------------- | ---------------------------- | ------ | ----------------- |
| Huis met lijstgevel, waarvan de eerste verdieping in de zgn. Maaslandse renaissance.                                                                                        | Gebouw                   | 17e eeuw                          |               | Markt 1                          | 50° 51' 3" NB, 5° 41' 25" OL | 27322  | Meer afbeeldingen |
| Huis met lijstgevel. Eerste verdieping in de trant der zgn. Maaslandse renaissance.                                                                                         | Woonhuis                 | 17e eeuw                          |               | Markt 2                          | 50° 51' 3" NB, 5° 41' 25" OL | 27323  | Meer afbeeldingen |
| Huis met lijstgevel met eerste verdieping in de trant der zgn. Maaslandse renaissance.                                                                                      | Gebouw                   | 17e eeuw                          |               | Markt 3                          | 50° 51' 3" NB, 5° 41' 25" OL | 27324  | Meer afbeeldingen |
| Huis IN DEN VERGULDEN COP met lijstgevel van hardsteen. | Woonhuis                 | 1792                              |               | Markt 6                          | 50° 51' 4" NB, 5° 41' 25" OL | 27325  | Meer afbeeldingen |
| Hoekhuis met lijstgevels. | Woonhuis                 | eerste helft 18e eeuw             |               | Markt 7                          | 50° 51' 4" NB, 5° 41' 25" OL | 27326  | Meer afbeeldingen |
| Huis IN HET EENHOORN met lijstgevel van hardsteen. | Woonhuis                 | 1745                              |               | Markt 8                          | 50° 51' 4" NB, 5° 41' 24" OL | 27327  | Meer afbeeldingen |
| Huis IN DEN SPIEGEL met smalle lijstgevel. | Woonhuis                 | 1745                              |               | Markt 9                          | 50° 51' 4" NB, 5° 41' 24" OL | 27328  | Meer afbeeldingen |
| Hoekhuis met lijstgevels. | Woonhuis                 | 1726                              |               | Markt 11                         | 50° 51' 4" NB, 5° 41' 23" OL | 27329  | Meer afbeeldingen |
| Huis met lijstgevel met gevelsteen IN DEN MEULENSTEEN/ T IS EEN STERKEN MAN DIE HEM DRAGEN KAN.                                                                             | Gebouw                   | 1729                              |               | Markt bij 11                     | 50° 51' 4" NB, 5° 41' 23" OL | 27330  | Meer afbeeldingen |
| Huis met gepleisterde lijstgevel. | Woonhuis                 | eerste helft 19e eeuw             |               | Markt bij 11                     | 50° 51' 4" NB, 5° 41' 24" OL | 27331  | Meer afbeeldingen |
| Huis met lijstgevel van hardsteen. | Gebouw                   | derde kwart 18e eeuw              |               | Markt 14                         | 50° 51' 5" NB, 5° 41' 24" OL | 27332  | Meer afbeeldingen |
| Huis met lijstgevel van hardsteen, eindigend in een hoofdgestel met trigliefenfries.                                                                                        | Gebouw                   | 1714                              |               | Markt 15                         | 50° 51' 5" NB, 5° 41' 24" OL | 27333  | Meer afbeeldingen |
| Huis met lijstgevel en afgedekt door een hoog wolfdak. | Gebouw                   | 18e eeuw                          |               | Markt 16                         | 50° 51' 5" NB, 5° 41' 24" OL | 27334  | Meer afbeeldingen |
| Huis met brede lijstgevel, eindigend in een hoofdgestel met vlakke paneeltjes in plaats van consoles; twee traveeën echter bekroond door een fronton op een reeks consoles. | Gebouw                   | 1738                              |               | Markt 17                         | 50° 51' 6" NB, 5° 41' 24" OL | 27335  | Meer afbeeldingen |
| Huis, de voorgevel met rijke toepassing van hardsteen. | Gebouw                   | laatste kwart 18e eeuw            |               | Markt 17                         | 50° 51' 6" NB, 5° 41' 24" OL | 27336  | Meer afbeeldingen |
| Huis, waarvan de gevel een brede in- en uitgezwenkte bekroning met zijvoluten heeft.                                                                                        | Gebouw                   | laatste kwart 18e eeuw            |               | Markt 19                         | 50° 51' 6" NB, 5° 41' 24" OL | 27337  | Meer afbeeldingen |
| Huis met rijke Lodewijk XV-gevel. | Gebouw                   | midden 18e eeuw                   |               | Markt 20                         | 50° 51' 6" NB, 5° 41' 24" OL | 27338  | Meer afbeeldingen |
| Huis met smalle lijstgevel met gevelsteen 1721 IN DEN GULDEN APPEL. | Woonhuis                 | 1721                              |               | Markt 21                         | 50° 51' 7" NB, 5° 41' 23" OL | 27339  | Meer afbeeldingen |
| Huis met smalle lijstgevel. | Gebouw                   | 18e eeuw                          |               | Markt 22                         | 50° 51' 7" NB, 5° 41' 23" OL | 27340  | Meer afbeeldingen |
| Huis met smalle lijstgevel van hardsteen. | Woonhuis                 | 18e eeuw                          |               | Markt 23                         | 50° 51' 7" NB, 5° 41' 23" OL | 27341  | Meer afbeeldingen |
| Huis met smalle lijstgevel. | Woonhuis                 | laatste helft 17e eeuw            |               | Markt 24                         | 50° 51' 7" NB, 5° 41' 23" OL | 27342  | Meer afbeeldingen |
| Huis met lijstgevel, overvloedig versierd in de destijds gebruikelijke trant.                                                                                               | Gebouw                   | derde kwart 19e eeuw              |               | Markt 28                         | 50° 51' 8" NB, 5° 41' 24" OL | 27343  | Meer afbeeldingen |
| Huis met smalle lijstgevel met gevelsteen met kop IN DEN BRUEYNE BAERT. | Gebouw                   | 18e eeuw                          |               | Markt 29                         | 50° 51' 8" NB, 5° 41' 24" OL | 27344  | Meer afbeeldingen |
| Hoekhuis met lijstgevel en afgedekt met een wolfdak. | Gebouw                   | eerste helft 18e eeuw             |               | Markt 30                         | 50° 51' 7" NB, 5° 41' 26" OL | 27345  | Meer afbeeldingen |
| Huis met lijstgevel, geleed door pilasters en omgekorniste profiellijsten.                                                                                                  | Woonhuis                 | eerste helft 18e eeuw             |               | Markt 31                         | 50° 51' 7" NB, 5° 41' 27" OL | 27346  | Meer afbeeldingen |
| Huis met lijstgevel, geleed door pilasters en omgekorniste profiellijsten.                                                                                                  | Woonhuis                 | eerste helft 18e eeuw             |               | Markt 32                         | 50° 51' 7" NB, 5° 41' 27" OL | 27347  | Meer afbeeldingen |
| Huis met lijstgevel, van hardsteen, met segmentboogvensteromlijstingen en verdiepte dammen.                                                                                 | Gebouw                   | eerste helft 18e eeuw             |               | Markt 33                         | 50° 51' 7" NB, 5° 41' 27" OL | 27348  | Meer afbeeldingen |
| Huis met lijstgevel, gepleisterd. | Gebouw                   | derde kwart 19e eeuw              |               | Markt 34                         | 50° 51' 7" NB, 5° 41' 27" OL | 27349  | Meer afbeeldingen |
| Huis met lijstgevel. | Gebouw                   | eerste helft 18e eeuw             |               | Markt 35A                        | 50° 51' 7" NB, 5° 41' 28" OL | 27350  | Meer afbeeldingen |
| Pand onder een dak met het nr 36b met lijstgevel. | Woonhuis                 | 19e eeuw                          |               | Markt 36                         | 50° 51' 8" NB, 5° 41' 28" OL | 27351  | Meer afbeeldingen |
| Pand onder een dak met het nummer 36A met lijstgevel. | Gebouw                   | 19e eeuw                          |               | Markt 36B                        | 50° 51' 7" NB, 5° 41' 28" OL | 27352  | Meer afbeeldingen |
| Hoekhuis met gevels in de trant der zgn. Maaslandse renaissance, eindigend in een hoofdgestel met consoles.                                                                 | Woonhuis                 | 1661                              |               | Markt 38                         | 50° 51' 7" NB, 5° 41' 29" OL | 27353  | Meer afbeeldingen |
| Huis met lijstgevel. | Gebouw                   | 19e eeuw                          |               | Markt 39                         | 50° 51' 7" NB, 5° 41' 30" OL | 27354  | Meer afbeeldingen |
| Huis met brede lijstgevel. | Gebouw                   | 18e eeuw                          |               | Markt 40                         | 50° 51' 7" NB, 5° 41' 30" OL | 27355  | Meer afbeeldingen |
| Huis met lijstgevel, geleed door pilasters. | Gebouw                   | 17e eeuw                          |               | Markt 41                         | 50° 51' 7" NB, 5° 41' 30" OL | 27356  | Meer afbeeldingen |
| Huis met lijstgevel. | Woonhuis                 |                                   |               | Markt 52                         | 50° 51' 5" NB, 5° 41' 31" OL | 27357  | Meer afbeeldingen |
| Huis met lijstgevel. | Woonhuis                 | 18e eeuw                          |               | Markt 53                         | 50° 51' 5" NB, 5° 41' 31" OL | 27358  | Meer afbeeldingen |
| Huis met lijstgevel. | Woonhuis                 |                                   |               | Markt 54                         | 50° 51' 5" NB, 5° 41' 31" OL | 27359  | Meer afbeeldingen |
| Hoekhuis met brede lijstgevel, voorzien van een attiek. | Gebouw                   | 1754                              |               | Markt 55                         | 50° 51' 4" NB, 5° 41' 32" OL | 27360  | Meer afbeeldingen |
| Huis met lijstgevel. | Woonhuis                 | 18e eeuw                          |               | Markt 57                         | 50° 51' 4" NB, 5° 41' 32" OL | 27361  | Meer afbeeldingen |
| Hoekhuis, met gepleisterde en geornamenteerde lijstgevels. | Gebouw                   | 19e eeuw                          |               | Markt 58                         | 50° 51' 3" NB, 5° 41' 31" OL | 27362  | Meer afbeeldingen |
| Huis met lijstgevel. | Gebouw                   | 18e eeuw                          |               | Markt 59                         | 50° 51' 3" NB, 5° 41' 31" OL | 27363  | Meer afbeeldingen |
| Huis met voorgevel in de trant der zgn. Maaslandse renaissance. Gevelsteen IN DEN LAURIERBOOM 1766, afkomstig van Markt 5.                                                  | Gebouw                   | 17e eeuw                          |               | Markt 60                         | 50° 51' 3" NB, 5° 41' 30" OL | 27366  | Meer afbeeldingen |
| Huis met gevel in de trant der zgn. Maaslandse renaissance. | Woonhuis                 | 17e eeuw                          |               | Markt 63                         | 50° 51' 3" NB, 5° 41' 30" OL | 27367  | Meer afbeeldingen |
| Huis met lijstgevel. | Gebouw                   | 18e eeuw                          |               | Markt 64                         | 50° 51' 3" NB, 5° 41' 30" OL | 27368  | Meer afbeeldingen |
| Huis met lijstgevel in de trant der zgn. Maaslandse renaissance. Gevelsteen met leeuw en vijzel IN DE GOUDEN LEEUW, afkomstig van Spilstraat 5.                             | Woonhuis                 | 1663                              |               | Markt 65                         | 50° 51' 3" NB, 5° 41' 30" OL | 27369  | Meer afbeeldingen |
| Huis met eenvoudige lijstgevel. Gevelsteen IN DE STERRE 1777, afkomstig van Grote Staat 13.                                                                                 | Gebouw                   | 19e eeuw                          |               | Markt 66                         | 50° 51' 3" NB, 5° 41' 30" OL | 27370  | Meer afbeeldingen |
| Huis met lijstgevel, voorzien van een mezzanino. | Woonhuis                 |                                   |               | Markt 67                         | 50° 51' 3" NB, 5° 41' 29" OL | 27371  | Meer afbeeldingen |
| Hoekhuis met eenvoudige lijstgevel. Gevelsteen 17 IN DEN BOCK 38, afkomstig van Rechtstraat 89 te Wijk.                                                                     | Gebouw                   | 1738                              |               | Markt 68                         | 50° 51' 3" NB, 5° 41' 29" OL | 27372  | Meer afbeeldingen |
| Hoekhuis, met lijstgevel van hardsteen, voorzien van een attiek; geleed door geblokte pilasters en omgekorniste profiellijsten.                                             | Woonhuis                 | laatste kwart 18e eeuw            |               | Markt 69                         | 50° 51' 3" NB, 5° 41' 28" OL | 27373  | Meer afbeeldingen |
| Huis met lijstgevel van hardsteen. | Gebouw                   | derde kwart 18e eeuw              |               | Markt 70                         | 50° 51' 3" NB, 5° 41' 28" OL | 27374  | Meer afbeeldingen |
| Huis. Aan de H. Geeststraat een zijgevel van vakwerk met latere baksteenvullingen en aan de Markt een lijstgevel van hardsteen.                                             | Gebouw                   | 16e eeuw (huis), 18e eeuw (gevel) |               | Markt 71                         | 50° 51' 3" NB, 5° 41' 27" OL | 27375  | Meer afbeeldingen |
| Hoekhuis met lijstgevel. | Gebouw                   | eerste helft 19e eeuw             |               | Markt 72                         | 50° 51' 3" NB, 5° 41' 27" OL | 27376  | Meer afbeeldingen |
| Huis met lijstgevel. | Woonhuis                 | 18e eeuw                          |               | Markt 73                         | 50° 51' 3" NB, 5° 41' 27" OL | 27377  | Meer afbeeldingen |
| Huis met gepleisterde lijstgevel, met vensters in hardsteen op horizontale reliefbanden. Gevelsteen met een distilleerketel "IN DEN BRANDT KETEL".                          | Gebouw                   | laatste helft 18e eeuw            |               | Markt 74                         | 50° 51' 3" NB, 5° 41' 26" OL | 27378  | Meer afbeeldingen |
| Huis met gepleisterde lijstgevel. | Gebouw                   | laatste helft 18e eeuw            |               | Markt 75                         | 50° 51' 3" NB, 5° 41' 26" OL | 27379  | Meer afbeeldingen |
| Huis met lijstgevel, met vensters in hardsteen en verticale reliefbanden.                                                                                                   | Gebouw                   | 18e eeuw                          |               | Markt 76                         | 50° 51' 3" NB, 5° 41' 26" OL | 27380  | Meer afbeeldingen |
| Hoekhuis in de trant der zgn. Maaslandse renaissance, de gevels eindigend in een hoofdgestel met consoles.                                                                  | Gebouw                   | 17e eeuw                          |               | Markt bij 76                     | 50° 51' 2" NB, 5° 41' 26" OL | 27381  | Meer afbeeldingen |
| Stadhuis van Maastricht | Gebouw                   | 1659/1664 - 1684                  | Pieter Post   | Markt 78                         | 50° 51' 3" NB, 5° 41' 26" OL | 27382  | Meer afbeeldingen |
| Pomp van hardsteen | Straatmeubilair          | 1824                              |               | Pomp op Markt                    | 50° 51' 6" NB, 5° 41' 31" OL | 28029  | Meer afbeeldingen |
| Standbeeld Minckelers | Gedenkteken              | 1886                              | Bart van Hove | Markt, bij aansluiting Boschstr. | 50° 51' 6" NB, 5° 41' 25" OL | 506671 | Meer afbeeldingen |